# AHL 1947/48
Die Saison 1947/48 war die zwölfte reguläre Saison der American Hockey League (AHL). Während der regulären Saison bestritten die elf Teams der Liga jeweils 68 Spiele. Die sechs besten Mannschaften der AHL spielten anschließend in einer Play-off-Runde um den Calder Cup.

## Teamänderungen
Folgende Änderungen wurden vor Beginn der Saison vorgenommen:
- Die Washington Lions nahmen nach vier Jahren wieder den Spielbetrieb auf

## Reguläre Saison

### Abschlusstabellen
Abkürzungen: GP = Spiele, W = Siege, L = Niederlagen, T = Unentschieden, OTL = Niederlage nach Overtime, GF = Erzielte Tore, GA = Gegentore, Pts = Punkte

Erläuterungen: In Klammern befindet sich die Platzierung innerhalb der Conference;       = Playoff-Qualifikation,       = Division-Sieger,       = Conference-Sieger

#### Reguläre Saison
| East Division        | GP | W  | L  | T  | GF  | GA  | Pts |
| -------------------- | -- | -- | -- | -- | --- | --- | --- |
| Providence Reds      | 68 | 41 | 23 | 4  | 342 | 277 | 86  |
| New Haven Ramblers   | 68 | 31 | 30 | 7  | 254 | 242 | 69  |
| Hershey Bears        | 68 | 25 | 30 | 13 | 240 | 273 | 63  |
| Philadelphia Rockets | 68 | 22 | 41 | 5  | 260 | 331 | 49  |
| Springfield Indians  | 68 | 19 | 42 | 7  | 237 | 308 | 45  |
| Washington Lions     | 68 | 17 | 45 | 6  | 241 | 369 | 40  |

| West Division         | GP | W  | L  | T  | GF  | GA  | Pts |
| --------------------- | -- | -- | -- | -- | --- | --- | --- |
| Cleveland Barons      | 68 | 43 | 13 | 12 | 332 | 197 | 98  |
| Pittsburgh Hornets    | 68 | 38 | 18 | 12 | 238 | 170 | 88  |
| Buffalo Bisons        | 68 | 41 | 23 | 4  | 277 | 238 | 86  |
| Indianapolis Capitals | 68 | 32 | 30 | 6  | 293 | 260 | 70  |
| St. Louis Flyers      | 68 | 22 | 36 | 10 | 242 | 291 | 54  |

### Beste Scorer
Abkürzungen: GP = Spiele, G = Tore, A = Assists, Pts = Punkte, +/- = Plus/Minus, PIM = Strafminuten; Fett: Saisonbestwert
| Spieler         | Team                  | GP | G  | A  | Pts | PIM |
| --------------- | --------------------- | -- | -- | -- | --- | --- |
| Carl Liscombe   | Providence Reds       | 68 | 50 | 68 | 118 | 10  |
| Cliff Simpson   | Indianapolis Capitals | 68 | 48 | 62 | 110 | 31  |
| Harvey Fraser   | Providence Reds       | 64 | 45 | 52 | 97  | 12  |
| John Chad       | Providence Reds       | 67 | 41 | 53 | 94  | 8   |
| Paul Courteau   | Springfield Indians   | 68 | 28 | 64 | 92  | 36  |
| Wally Stefaniw  | Philadelphia Rockets  | 67 | 15 | 72 | 87  | 22  |
| Johnny Holota   | Cleveland Barons      | 68 | 48 | 38 | 86  | 11  |
| Johnny Mahaffey | Philadelphia Rockets  | 60 | 26 | 57 | 83  | 6   |
| Chuck Scherza   | Providence Reds       | 68 | 18 | 65 | 83  | 72  |
| Eldred Kobussen | Springfield Indians   | 67 | 40 | 42 | 82  | 24  |

## Calder-Cup-Playoffs

### Modus
Für die Play-offs qualifizierten sich die sechs besten Mannschaften der American Hockey League. In der ersten Play-off-Runde traf jeweils der Erste der Eastern Division auf den Ersten der Western Division, der Zweite der Eastern Division auf den Zweiten der Western Division, sowie der Dritte der Easern Division auf den Dritten der Western Division. Die beiden Sieger aus den Duellen der Mannschaften auf den Plätzen zwei und drei trafen daraufhin in der zweiten Runde aufeinander, während der Gewinner aus dem Duell der beiden Divisionsgewinner durch ein Freilos automatisch für das Finale qualifiziert war. Die ersten beiden Play-off-Runden fanden im Modus Best-of-Three statt, wobei die beiden Divisionsgewinner im Modus Best-of-Seven um die Finalteilnahme spielten. Das Finale selbst wurde ebenfalls im Modus Best-of-Seven ausgespielt.

### Play-off-Übersicht

#### Erste Runde
- (W1) Cleveland Barons – (E1) Providence Reds 4:1
- (E2) New Haven Ramblers – (W2) Pittsburgh Hornets 2:0
- (W3) Buffalo Bisons – (E3) Hershey Bears 2:1

#### Zweite Runde
- (W1) Freilos für die Cleveland Barons
- (W3) Buffalo Bisons – (E2) New Haven Ramblers 2:0

#### Finale
- (W1) Cleveland Barons – (W3) Buffalo Bisons 4:0

## Vergebene Trophäen

### Mannschaftstrophäen
| Auszeichnung                                                            | Team             |
| ----------------------------------------------------------------------- | ---------------- |
| Calder Cup Gewinner der AHL-Playoffs                                    | Cleveland Barons |
| F. G. „Teddy“ Oke Trophy Bestes Team der West Division, reguläre Saison | Cleveland Barons |

### Individuelle Trophäen
| Auszeichnung                                                                  | Spieler       | Team               |
| ----------------------------------------------------------------------------- | ------------- | ------------------ |
| Les Cunningham Award MVP der regulären Saison                                 | Carl Liscombe | Providence Reds    |
| Wally Kilrea Trophy Bester Scorer                                             | Carl Liscombe | Providence Reds    |
| Dudley „Red“ Garrett Memorial Award Bester Rookie                             | Bob Solinger  | Cleveland Barons   |
| Harry „Hap“ Holmes Memorial Award Torhüter mit dem geringsten Gegentorschnitt | Baz Bastien   | Pittsburgh Hornets |